# MS Polska Walcząca
MS Polska Walcząca – jeden z serii (BCT 70) sześciu masowców klasy Panamax zbudowanych dla PŻM w kopenhaskiej stoczni Burmeister & Wain w latach 1991-1992; obecnie pływa pod banderą Vanuatu. Statek nosi imię Polski Walczącej. 
Podstawowe dane jednostki: 
- długość: ~228,5 m
- długość między pionami ~224,55 m
- szerokość: ~32 m
- masa pustego statku 13575 ton
- nośność: ~73 505 t
- zanurzenie konstrukcyjne: 14,117 m
- prędkość: 14 węzłów
- napęd główny: silnik wysokoprężny, dwusuwowy, nawrotny, Hyundai - MAN B&W typu 5S60MC, osiągający moc 8010 kW (10 900 KM) przy 95 obr./min napędzający jedną śrubę napędową, prawoskrętną o średnicy 6,90 m i skoku stałym równym 4,85 m.

Do tej serii statków należą również: 
- MS Legiony Polskie
- MS Orlęta Lwowskie
- MS Szare Szeregi
- MS Armia Krajowa
- MS Solidarność